# Салман бін Хамад аль-Халіфа
Шейх Салман бін Хамад аль-Халіфа (10 жовтня 1894, Мухаррак — 2 листопада 1961, Бахрейн) — правитель Бахрейну з 1942 до своєї смерті у 1961. Мав титул хакіма Бахрейну.

## Титули
- 1894–1932: Шейх Салман II бін Хамад аль-Халіфа
- 1932–1942: Його Світлість Шейх Салман II бін Хамад аль-Халіфа
- 1942–1943: Його Високість Шейх Салман II бін Хамад аль-Халіфа, правитель Бахрейну
- 1943-1952: Його Високість Шейх сер Шейх Салман II бін Хамад аль-Халіфа, правитель Бахрейну, командор ордену Індійської імперії
- 1952-1956: Його Високість Шейх сер Шейх Салман II бін Хамад аль-Халіфа, правитель Бахрейну, командор орденів святого Михайла та святого Георгія та Індійської імперії
- 1956–1961: Його Високість Шейх сер Шейх Салман II бін Хамад аль-Халіфа, правитель Бахрейну, командор орденів святого Михайла та святого Георгія та Індійської імперії, кавалер ордена святого Джона

## Нагороди
- Лицар-командор ордена Індійської імперії (1943)
- Лицар-командор ордена святого Михайла і святого Георгія (1952)
- Гранд-офіцер ордена аль-Рафідіан 1-го класу Королівства Ірак (1952)
- Коронаційна медаль Королеви Єлизавети II (1953)
- Великий Хрест ордена Данеборг, Данія (1957)
- Лицар ордена святого Джона (1956)